# Väinö Huhtala
Väinö Huhtala   (Siikajoki, 24 de desembre de 1935 - Jämsä, 18 de juny de 2016) fou un esquiador de fons finlandès que va competir durant la dècada de 1960.
El 1960 va prendre part en els Jocs Olímpics d'Hivern de Squaw Valley, on disputà dues proves del programa d'esquí de fons. Formant equip amb Toimi Alatalo, Eero Mäntyranta i Veikko Hakulinen, guanyà la medalla d'or en el relleu 4x10 km, mentre en la prova dels 15 quilòmetres fou tretzè. Quatre anys més tard, als Jocs d'Innsbruck, va disputar tres proves del programa d'esquí de fons. Formant equip amb Arto Tiainen, Kalevi Laurila i Eero Mäntyranta guanyà la medalla de plata en el relleu 4x10 km, mentre en els 15 quilòmetres fou quart i en els 30 quilòmetres catorzè.
En el seu palmarès també destaca una medalla de plata al Campionat del món d'esquí nòrdic de 1962 i sis campionats nacionals, dos en els 15 quilòmetres (1961 i 1962) i quatre en el relleu (1960, 1961, 1963, 1964).